# Picripleuroxus denticulatus
Picripleuroxus denticulatus is een watervlooiensoort uit de familie van de Chydoridae. De wetenschappelijke naam van de soort is voor het eerst geldig gepubliceerd in 1879 door Birge.